# Артайус
Артайус, Артай — у галло-римлян один из эпитетов бога Меркурия (Mercurius Artaius). Пример использования этого эпитета содержится в надписи, найденной на римских руинах на территории современной французской коммуны Бокруассан.
По предположениям ряда учёных, данный эпитет — Artaius — мог изначально быть именем самостоятельного кельтского божества. При этом одни исследователи связывают это имя с ирландским словом art («бог»), другие указывают на созвучие с галльским словом artos, что значит «медведь» (в силу чего Артайуса иногда считают тотемным богом-медведем), третьи отмечают, что в основе имени божества лежит валлийское âr — «пашня», полагая, что Артайус — бог земледелия.
Исследователи пытаются проследить также взаимосвязь Артайуса и легендарного короля Артура (что вызвано сходством их имён, имеющих в своей основе слово artos — «медведь»). Существует теория об изначальном существовании у кельтов «двух Артуров». Во-первых, это реальное историческое лицо, военный вождь, во-вторых, божество Артайус. Со временем представления о них смешались, в результате чего родилась легенда о короле Артуре — смертном человеке из плоти и крови, но наделённом рядом сверхчеловеческих черт и способностей. Согласно другой точке зрения, бог Артайус со временем трансформировался в образ короля Артура как мифологического героя. Наконец, существует позиция, что Артур (он же Артайус) — не человек, а божество кельтского языческого пантеона, «бог Солнца».